# Het feestmaal van Belsazar
Het feestmaal van Belsazar, ook wel Belsazars feest genoemd, is een schilderij van Rembrandt van Rijn, door hem ondertekend, geschilderd vermoedelijk circa 1636-1638, 167,6 × 209,2 centimeter groot. Het thema is gebaseerd op het verhaal uit het oud-testamentarische boek Daniël over het teken aan de wand, de tekst Mene mene tekel ufarsin, die onheil voorspelt aan de Babylonische heerser Belsazar. Het doek bevindt zich sinds 1964 in de collectie van de National Gallery te Londen.

## Thema
Het boek Daniël beschrijft dat de Babylonische koning Belsazar een groot feest geeft voor zijn edelen en hun vrouwen of concubines. Tijdens de maaltijd gebruiken zij op bevel van Belsazar de bekers die zijn vader Nebukadnezar uit de tempel van Jeruzalem heeft geroofd. Ineens verschijnt er een hand die een tekst in een onbekend schrift op de muur schrijft. Belsazar vraagt aan de wijzen van Babel het schrift te verklaren, maar geen van hen kan het schrift ontcijferen. Daarop wordt Daniël ontboden, een gevangene uit Judea, die de tekst ontcijfert als Mené Mené Tekèl Ufarsin: Geteld, Geteld, Gewogen en Gebroken.
Daniël verklaart deze woorden als volgt:
- Mene: God heeft uw koningschap geteld en er een einde aan gemaakt.
- Tekel: Gij zijt in de weegschaal gewogen en te licht bevonden.
- Ufarsin: Uw koninkrijk is gebroken en aan de Meden en Perzen gegeven.

Het blijkt een waarschuwing van God vanwege Belsazars heiligschennis. Diezelfde nacht vallen de Perzen Babylon aan en wordt Belsazar vermoord.

## Context
Het feestmaal van Belsazar werd geschilderd tijdens de Tachtigjarige Oorlog, toen de Noordelijke Nederlanden een onafhankelijkheidsoorlog voerde tegen de Spaanse overheersing. De gouden en zilveren voorwerpen op de tafel herinneren aan de zware belastingen die aan de Spanjaarden moesten worden betaald, op een moment dat hun heerschappij geleidelijk begon te wankelen. Dit soort parallellen werd vaak getrokken in schilderijen uit die tijd. Een moraliserende ondertoon in kunstwerken was heel gebruikelijk.
De keuze voor het verhaal van Belsazar kan ook geplaatst worden in het licht van de Calvinistische geloofsopvattingen die sinds de Reformatie in het noorden van de Nederlanden de overhand hadden gekregen. Deze geloofsopvatting ging uit van een onbuigzame God die geen barmhartigheid toonde voor hen die zich niet aan zijn wil en wetten onderwierpen. De Calvinistische opvattingen verboden bovendien kunstwerken die Jezus of Maria verheerlijkten en daarmee tot aanbidding uitnodigden, waarmee de keuze voor onderwerpen uit het Oude Testament in die tijd voor de hand lag. Die constatering werd nog eens versterkt door het gegeven dat de Nederlanden op dat tijdstip een land zonder geschiedschrijving was, zonder echte historische helden. In de eerste helft van de zeventiende eeuw was de vraag naar schilderijen met beroemde oud-testamentarische figuren mede om die redenen dan ook groot.

## Italiaanse invloeden
Rembrandt schilderde Het feestmaal van Belsazar op ongeveer dertigjarige leeftijd. Hij maakte nooit een reis naar Italië, maar had wel gestudeerd bij en samengewerkt met schilders die dat wel gedaan hadden en die sterk onder invloed stonden van Caravaggio en diens leerlingen. Deze 'Carravaggisti' wezen het klassieke schoonheidsideaal af en zochten hun inspiratie in het dagelijks leven, met naar de werkelijkheid getekende modellen. Ze benadrukten krachtige bewegingen en besteedden erg veel aandacht aan de lichtinval en lichtschakering, ter versterking van het dramatisch effect. De barokke invloeden van de Carravaggisti op het werk van Rembrandt zijn onmiskenbaar, zeker ook in Het feestmaal van Belsazar. Rembrandt speelt hier een complex spel met het licht, dat eigenlijk van links komt, maar overspoeld wordt door het felle licht van het teken op de muur. Dat licht is zo overweldigend dat het de rest van de ruimte en zelfs de muur onzichtbaar maakt. Daarmee plaatst hij het tafereel tegen een volledig donkere achtergrond, typerend ook voor het werk van Caravaggio en de zijnen.

## De uitwerking van het thema
Rembrandt schilderde Belsazar precies op het moment dat hij het teken aan de wand ontwaarde. Het teken werd door hem weergegeven in het Hebreeuws, anders dan veel tijdgenoten die het niet of anders in het Latijn schilderden. De Hebreeuwse tekst werd door Rembrandt echter niet op de gebruikelijke wijze van rechts naar links weergegeven, maar van boven naar beneden. Bij het opstellen van de tekst riep hij de hulp in van de rabbi Menasseh Ben Israel, die thuis was in de kabbala. Zo bracht hij het werk in overeenstemming met de Bijbeltekst, die meldde dat alleen Daniël de tekst kon ontcijferen.
Het schilderij wordt gedomineerd door de figuur van Belsazar, die geschrokken terugdeinst, met zijn rechterhand mistast naar houvast op de tafel en met zijn linkerhand een afwerende beweging maakt.
De vrouwfiguur rechts deinst ook angstig terug, in een krachtige beweging die haar in een ongewone, dramatische pose brengt. Rembrandt schilderde haar lichaam met subtiele schakeringen van licht en schaduw.
Opvallend is dat de figuren op Het feestmaal van Belsazar allemaal contemporaine kleding dragen, zoals die op tal van Rembrandts eigen portretten uit die tijd herkend kan worden. Het tekent het gebrek aan historische kennis bij Rembrandt, als bij vrijwel iedereen uit zijn tijd. Hij geeft Belsazar wel een tulband, hetgeen hij met de oosterse cultuur associeerde (hij schilderde vaker figuren met tulbanden), maar hij zet er dan wel weer een typisch westerse kroon bovenop. De parelsnoeren van de vrouwen zijn ook typisch zeventiende-eeuws.

## Authenticiteit en nadere typering

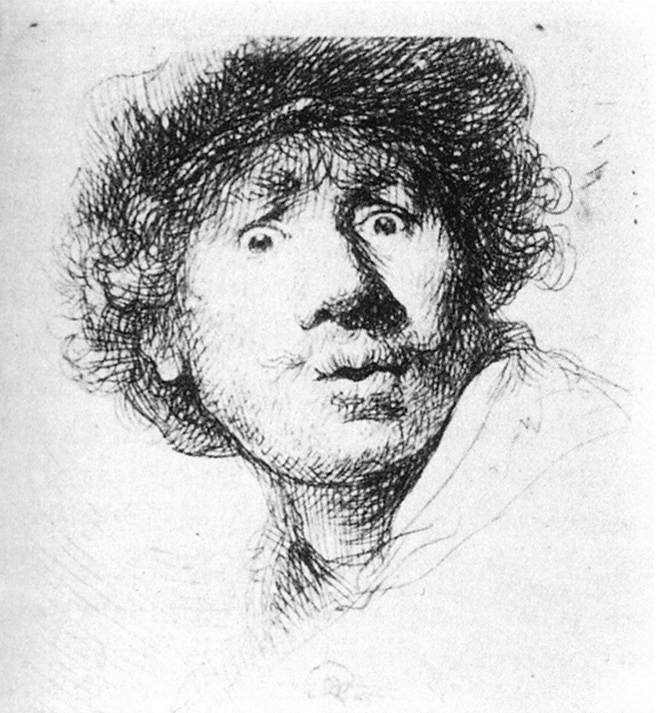
Zelfportret met starende ogen

Binnen het kader van het in 1968 gestarte Rembrandt Research Project (RRP) deden kunsthistorici en experts uit andere disciplines gedurende enkele decennia onderzoek naar de authenticiteit van aan Rembrandt toegeschreven werken. Ook Het feestmaal van Belsazar werd nauwkeurig onder de loep genomen. Er waren twijfels gerezen omdat het linkerdeel van het schilderij in de ogen van kunstkenners qua compositie minder overtuigend was. Het is er ongemakkelijk vol. Röntgenstralen wezen bovendien uit dat de figuren in dat deel meerdere keren overgeschilderd waren. Uiteindelijk echter werd het schilderij zonder twijfel tot een 'echte Rembrandt' verklaard.
Typerend voor Rembrandts werk uit die dagen zijn de 'starende ogen' van diverse figuren op het schilderij. Rembrandt maakte ook een aantal studies van zichzelf met starende ogen. Hij had overigens zijn hele loopbaan lang een soort van obsessie met zien en met zicht, bijvoorbeeld in De blindmaking van Simson en een schilderij van Tobias met zijn blinde vader. De vader van Rembrandt was slechtziend, mogelijk blind. Wellicht had hij een zekere angst om ook zelf blind te worden.
Opvallend aan de bijfiguren op het schilderij is verder dat zij de mond een beetje open hebben, in tegenstelling tot Belsazar. Dat paste in een oude portrettraditie, waarbij heersers en helden met gesloten mond werden afgebeeld, vaak in tegenstelling tot personen van lagere rang. Heersers, zo was het idee, waren altijd in controle over hun eigen gevoelens. Opgemerkt zij dat Rembrandt in de periode dat hij Het feestmaal van Belsazar schilderde met de vooraanstaande burgemeestersdochter Saskia van Uylenburgh trouwde (de starende vrouw links op het schilderij lijkt ook Saskia te zijn). Hoewel hij later wel wordt beschreven als iemand die het leven in de hogere kringen verachtte, moet hij in deze periode zeker een bepaalde geldingsdrang hebben gehad, een zucht naar succes. Wellicht, zo schrijven kunstkenners Rose-Marie en Rainer Hagen, heeft hij in de Belsazar-figuur ook iets van zijn eigen autoriteit willen laten doorschemeren.

## Eigenaren
Het lijkt waarschijnlijk dat Rembrandt Het feestmaal van Belsazar schilderde voor een Joodse opdrachtgever, met name gezien de Hebreeuwse tekstweergave. Tot halverwege de achttiende eeuw kunnen de eigenaren van het werk echter niet worden getraceerd. Rond 1750 dook het echter in Engeland op, waar de werken van Rembrandt nog wel gewild waren. Dat in zekere tegenstelling tot de Noordelijke Nederlanden waar men zich na het einde van de Spaanse overheersing was gaan richten op het Franse classicisme. De interesse in oud-testamentaire onderwerpen raakte verflauwd. De Joodse invloed op de Amsterdamse gemeenschap was verminderd.
In Engeland bleef Het feestmaal van Belsazar ruim twee eeuwen lang in het bezit van de familie van de hertog van Derby. In 1964 werd het verworven door de National Gallery in Londen. Sindsdien is het toegankelijk voor het brede publiek.